# Le Vaisseau
Le Vaisseau est un centre de culture scientifique, technique et industrielle (CCSTI) situé à Strasbourg. Destiné aux enfants et jeunes de 3  à   15 ans, il dépend de la Collectivité européenne d'Alsace.

## Objectif

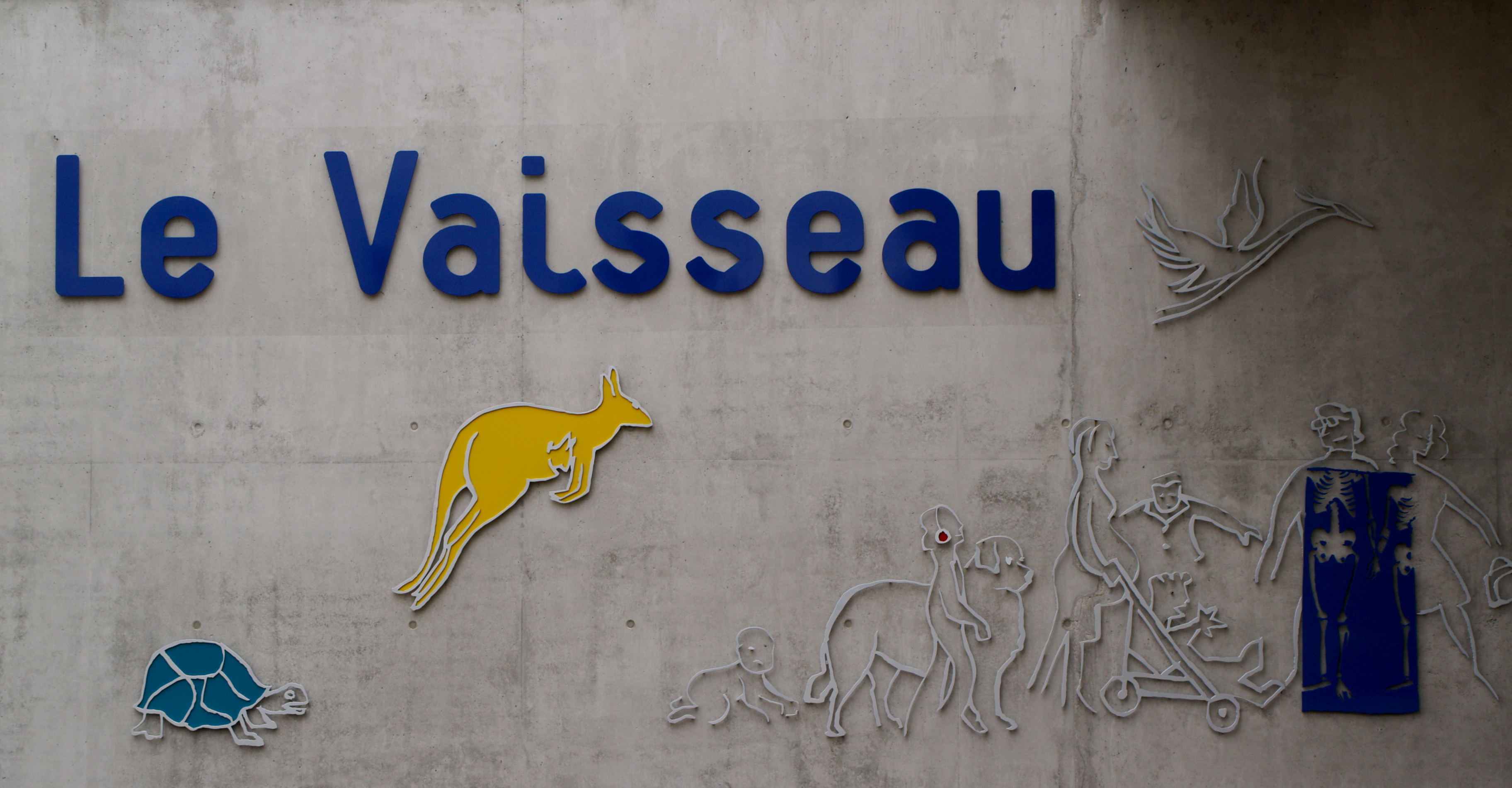
La frise à l'entrée du Vaisseau

L'objectif du Vaisseau est d'intéresser le jeune public aux sciences et techniques en les présentant de manière ludique. Ainsi, différents moyens de médiation scientifique sont utilisés afin de permettre au visiteur de trouver celle qui lui convient.
Le slogan du Vaisseau est : « La science en s’amusant ».

## Histoire
En 1998, l’hôtel du département à Strasbourg accueille dans ses locaux une exposition de la Cité des sciences et de l'industrie de La Villette.
Le Conseil général du Bas-Rhin perçoit avec cette exposition, un grand intérêt du jeune public pour les sciences, quand elles sont abordées d'une façon ludique et interactive, et de fait le besoin de doter le département d'un équipement scientifique et technique.
La proposition est faite de manière officielle aux élus du Conseil général en 2000 qui donnent leur appui au projet et charge Guy-Dominique Kennel, alors vice-président du Conseil général, de le mener à bien. Le projet se structure peu à peu au cours de l'année 2000 et une équipe pluridisciplinaire se met en place.
Un concours d'architecture est lancé : il désigne en 2002 les architectes du projet, Bernard Weixler et François Rohmer, associés au scénographe Jérôme Habersetzer.
La première pierre est posée en août 2003. Le nom « le Vaisseau » est choisi par les enfants de la colonie de Wangenbourg, qui aimeraient : « apprendre en s'amusant ».Le département du Bas-Rhin prend en charge 10,5 millions d'euros sur les 16,3 millions du cout du projet et assumera les frais de fonctionnement, évalués à 3 millions par an.
En 2014, à l'occasion des dix ans de sa création, d'importants travaux ont été engagés.

## Les expositions permanentes
Le Vaisseau aborde six thématiques scientifiques différentes :
- Les animaux : cet espace vise à découvrir les animaux qui vivent près de nous, en ville ou à la campagne : fourmis, abeilles, grenouille,…
- L’eau : il s'agit de comprendre les propriétés physiques de l’eau, ses enjeux sociétaux, les techniques développées pour la maîtriser…
- Je fabrique : les enfants s’initient à la construction et découvrent les processus de conception et de fabrication à l’aide de différentes techniques. Le « chantier » est un espace destiné aux 3–6 ans.
- Être humain : cet espace permet d'explorer son corps pour apprendre à mieux se connaître et à comprendre les ressemblances et différences qui existent entre les êtres humains. Cet espace comporte également deux éléments pour sensibiliser les enfants au handicap : un parcours dans le noir et un parcours à faire en fauteuil roulant ou béquilles.
- Log’hic : il s'agit de résoudre des casse-têtes, énigmes et puzzles pour s’initier aux notions de mathématiques.
- Le jardin : il s'étend sur 5 000 m2  et propose des espaces de détente (tables de pique-nique, aire de repos, jeux pour les enfants) ainsi que différents éléments pour observer la nature (un rucher d'observation, un hôtel à insectes...).
- Le Lab'Oh: ici, les enfants cultivent leur créativité, voire la réveillent. Ils osent, essayent, cherchent, creusent, font et refont, recommencent.